# Corle
Corle (Nedersaksisch: Kolle) is een buurtschap in de gemeente Winterswijk, in de Achterhoek in de Nederlandse provincie Gelderland. Qua inwonersaantal is Corle de kleinste buurtschap van de negen buurtschappen in de gemeente met op 1 januari 2019 263 inwoners. Corle heeft een oppervlakte van ruim 8 km².
Corle geniet enige bekendheid door het natuurgebied Korenburgerveen waarvan een deel ook wel Corlesche Veen genoemd wordt. Corle grenst aan Vragender (gemeente Oost Gelre (voorheen Lichtenvoorde)) en ook aan Bredevoort (Gemeente Aalten). Het centrale ontmoetingspunt van de buurtschap is het café. Elk jaar is er in Corle een volksfeest, waarbij de optocht en het koningsschieten een traditie is. Verder heeft de buurtschap samen met de aangrenzende buurtschap Miste de voetbalclub MEC.
Tot halverwege de twintigste eeuw bestond de buurtschap vooral uit agrarische bedrijven. Tegenwoordig is het aantal personen dat werkzaam is in de agrarische sector kleiner, maar de bedrijven die er zijn, zijn gespecialiseerd en hebben een grote bedrijfsomvang.

## Aardolie
In mei 1920 werd er begonnen met de bouw van een boortoren aan de Korenburgerveenweg. Na ruim drieëneenhalf jaar geboord te hebben, kwam er op 23 februari 1924 eindelijk aardolie naar boven, voor het eerst op Nederlandse bodem. Binnen een kwartier kwam er een hoeveelheid van 60 liter naar boven, en twee dagen later nog eens 150 liter. 
Op 13 maart 1924 sloeg het noodlot toe: de boorkolom stortte op ongeveer 70 meter diepte in, door het verschil in atmosferische druk door het aanwezige gas. De Rijksopsporingsdienst voor Delfstoffen was al opgeheven, en vanwege financiële problemen werd er voor gekozen de boringen stop te zetten; per boring liepen de kosten op tot 120 duizend gulden. Doordat de boringen abrupt gestopt werden, bleef er voor 40 duizend gulden aan buizen achter in de grond. In de jaren daarna werden er in Groenlo nog particuliere boringen verricht, maar een herstart in Corle is er nooit meer gekomen. 
Naast aardolie werden er ook verscheidene lagen steenkool en steenzout aangeboord.